# Buffaloes du Colorado
Les Buffaloes du Colorado (en anglais : Colorado Buffaloes) sont un club omnisports universitaire de l'université du Colorado à Boulder.
Leurs équipes participent aux compétitions universitaires organisées par la National Collegiate Athletic Association en Division I FBS comme membre, depuis 2011, de la (après avoir été membre de la conférence Big 12). Le 1er juillet 2024, les Buffaloes reviendront à la Big 12.
L'université possède dix-sept équipes sportives mais n'a aucune équipe en baseball ni aucune équipe masculine en tennis, en soccer, en crosse et en volley-ball. Les équipes et athlètes sont appelés « Buffaloes » (« Buffs » en abrégé) ou plus rarement « Golden Buffaloes ».
Tous sports confondus, les Buffaloes ont remporté vingt-huit titres nationaux dont vingt en ski. L'université a été classée 14e meilleur université sportive du pays à l'issue d'une analyse effectuée par Sports Illustrated en 2002
L'équipe la plus connue des Buffaloes est celle de football américain dont le programme a été créée en 1884. Elle a remporté le titre national en 1990. Rashaan Salaam est le seul joueur des Buffs à avoir remporté le Trophée Heisman. L'équipe joue ses matchs à domicile au Folsom Field, enceinte de 53 750 places inaugurée le 11 octobre 1924 après avoir joué sur les terrains du campus de 1890 à 1901 et au Gamble Field (en) de 1901 à 1924.
Basketteurs et volleyeurs jouent au CU Events Center (en), salle de 11 064 places inaugurée le 8 novembre 1979.

## Sports représentés
| Hommes (5) | Femmes (10)       |
| --- | ----------------- |
| Athlétisme† | Athlétisme†       |
| Basket-ball | Basket-ball       |
| Cross country | Cross country     |
| Football américain                                                                                                   | Football (soccer) |
| Golf | Golf              |
| | Crosse (Lacrosse) |
| | Tennis            |
| | Volley-ball       |
| Mixte (1) |                   |
| Ski^ |                   |
| † – Athlétisme en salle et/ou en plein air. ^ – Le ski NCAA comprend à la fois les disciplines alpines et nordiques. |                   |

## Histoire

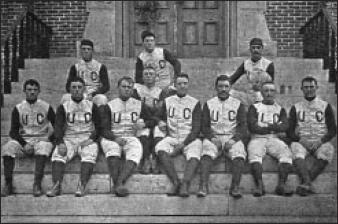
Première équipe de football américain des Buffaloes en 1890.

En 1934, le surnom de « Buffaloes » est officiellement adopté pour toutes les équipes sportives de l'université. Le surnom a été plébiscité en 1934 par le journal du campus à l'issue d'un concours remporté par Andrew Dickson de Boulder qui lui a permis de remporter le prix de 5 $. Les surnoms précédents utilisés dans les médias étaient « Silver Helmets » (casques d'acier) et « Frontiersmen » (frontaliers).
Le terme « Lady Buffs » faisant référence aux équipes féminines au début des années 1970 est abandonné officiellement en 1993.
C'est lors du dernier match de la saison 1934 de football américain, joué contre les Pioneers de Denver, qu'un bison est amené pour la première fois dans le stade. Il avait été loué dans un ranch local et a pu déambuler le long des lignes de touche.
La saison 1947 de football américain a été une année déterminante pour les relations raciales sur le campus. Cette année là, les Buffaloes rejoignent la Missouri Valley Intercollegiate Athletic Association communément dénommée la Big 6. Cependant, les équipes de Missouri et d'Oklahoma avaient des règles qui ne leur permettaient pas de défier des équipes avec des joueurs « de couleur ». Un mouvement estudiantin propagé par le journal du campus « Silver and Gold » voit le jour. Les étudiants de Boulder militent contre ces restrictions reprises dans les lois Jim Crow. Le mouvement s'étend à tous les campus de la Big 6 et conduit finalement à l'abrogation de ces restrictions.
Le 10 juin 2010, les Buffaloes annoncent que toutes ses équipes sportives rejoindront, en date du 1er juillet 2011, la conférence Pac-10 (renommée depuis la Pacific-12). À partir du 1er juillet 2024, Colorado réintègre la Big 12.

## Football américain

### Descriptif en fin de saison 2024
- Couleurs :    (noir, blanc et or)
- Dirigeants :
  - Directeur sportif : Rick George (en)[6]
  - Entraîneur principal[7] : Deion Sanders, 2e saison, 13-12 (52 %)
- Stade[8] :
  - Nom : Folsom Field
  - Capacité : 50 183 spectateurs
  - Surface de jeu : pelouse naturelle
  - Lieu : Boulder, Colorado
- Conférence[8] :
  - Actuelle : Big 12 Conference (depuis 2024)
  - Anciennes :
    - Indépendants (1890–1892)
    - Colorado Football Association (en) (1893–1904)
    - Indépendants (1905)
    - Colorado Football Association (1906–1908)
    - Rocky Mountain Athletic Conference (en) (1909–1937)
    - Mountain State Conference (1938–1947)
    - Big 8 Conference (1948–1995)
    - Big 12 Conference (1996–2010)
    - Pac-12 Conference (2011–2023)
- Internet :
  - Nom site Web : www.cubuffs.com
  - URL : https://cubuffs.com/
- Bilan des matchs[8] :
  - Victoires : 730 (57,6 %)
  - Défaites : 533
  - Nuls : 36
- Bilan des Bowls[9] :
  - Victoires : 12 (38,7 %)
  - Défaites : 19
- College Football Playoff : -
- Titres[8] :
  - Titres nationaux : 1 (1990)
  - Titres de la conférence : 27
  - Titres de division : 5
    - 4 en Big 12, North Division
    - 1 en Pac-12, South Division
- Joueurs[10] :
  - Vainqueurs du Trophée Heisman : 2
    - Rashaan Salaam – 1994
    - Travis Hunter – 2024

  - Sélectionnés All-American : 27 (dont 5 à l'unanimité)[11]
- Hymne : Fight CU
- Mascottes :
  - Ralphie the Buffalo (en) (bison d'Amérique du Nord)
  - Chip - personnage costumé
- Fanfare : Golden Buffalo Marching Band
- Rivalités :
  - Cornhuskers du Nebraska
  - Rams de Colorado State
  - Utes de l'Utah

### Histoire
Les compétitions de football américain ont débuté à Boulder en 1890. Les premiers matchs, qui ressemblaient plus au rugby qu'au football américain actuel, ont eu lieu contre les équipes de School of Mines et de l'Utah.
Le stade, initialement appelé « Colorado Stadium », est inauguré en 1924 et est officiellement baptisé le Folsom Field en novembre 1944 pour faire honneur à l'entraîneur principal Fred Folsom (en), un entraîneur des plus respecté en football américain universitaire.
Le programme de football américain de Colorado est classé 23e des équipes de la NCAA Division I FBS au nombre de victoires et 30e en pourcentage de victoires (61,4 %). Depuis la construction du Folsom Field en 1924 jusqu'en fin de saison 2016, les Buffaloes affichent un bilan de 308–169–14 à domicile. Le match contre Nebraska en 2006 était le 1100e de l'histoire du programme et celui contre Massachusetts le 12 septembre 2015 le 1200e.
Bill McCartney (en) en a été l'entraîneur le plus remarquable puisqu'il a permis à Colorado de remporter son seul titre national en 1990. L'entraîneur principal actuel, Karl Dorrell (en), est engagé par Colorado en mars 2020.
Depuis leurs débuts en compétition en 1890, Colorado a connu beaucoup de succès tout au long de son histoire. L'équipe a remporté douze des vingt-neuf bowls disputés (classée en 2004, 23e au nombre de participations à un bowl), 8 titres de champion de la Colorado Football Association Championships (1894–97, 1901–08), 1 titre de champion de la Colorado Faculty Athletic Conference (1909), 7 titres de la RFMAC (1911, 1913, 1923, 1924, 1934, 1935, 1937), 4 titres de la Mountain States Conference Championships (1939, 1942–44), 5 titres de la Conference Big 8 (ex Big 6 et Big 7 - 1961, 1976, 1989, 1990, 1991), 1 titre de la Conference Big 12 (2001), 4 titres de la South Division de la Conference Big 12 (2001, 2002, 2004, 2005) et un titre de champion national en 1990.
L'équipe entretient une rivalité avec les Cornhuskers du Nebraska, les Rams de Colorado State et les Utes de l'Utah.

### Palmarès
Fin de saison 2020, Colorado avait gagné officiellement 714 matchs pour 517 défaites et 36 nuls (moyenne de 57,8 %).
- Saison par saison

Résultats saison par saison des Buffaloes du Colorado en football américain (en)
- Champion national

Colorado a remporté le titre national 1990, alors que l'équipe était dirigée par l'entraîneur principal Bill McCartney (en) (1982-1994). Ce titre national est partagé avec les Yellow Jackets de Georgia Tech classés no 1 du pays par l'agence de sondage United Press International Coaches Poll, Colorado étant classé no 1 du pays par les agences de sondage Associated Press et Football Writers Association of America (en). Les principaux arguments contre Colorado étaient d'une part que Colorado avait battu "injustement" Missouri à l'occasion du Fifth Down Game (en) et d'autre part que Colorado avaient concédé une défaite et un match nul tandis que Georgia Tech n'avait concédé qu'un match nul (sans défaite) sur la saison régulière. Une autre controverse majeure était la victoire de Colorado lors de l'Orange Bowl sur Notre Dame, victoire acquise en partie à cause de l'annulation controversée d'un touchdown de Notre Dame. Le principal argument en faveur de Colorado était qu'ils avaient joué un calendrier plus difficile que Georgia Tech.
Colorado (classé no 5 du pays à l'époque) avait concédé le nul lors de son premier match de la saison joué contre les Volunteers du Tennessee (classés no 8). Le match de la deuxième semaine fit peur aux Buffs, ceux-ci ne marquant qu'à douze secondes de la fin du match sur une quatrième tentative. Colorado perd ensuite en troisième semaine son seul match de la saison, 22-23 contre les Fighting Illini de l'Illinois. Ils descendent ainsi à la vingtième place des divers classements. Colorado va ensuite battre les Longhorns du Texas, les Huskies de Washington, les Sooners de l'Oklahoma et les Cornhuskers du Nebraska classés respectivement au moment des matchs, 22e, 12e, 22e, et 3e. Ils remportent finalement (bilan de 7-0) la Conference Big 8 pour la deuxième fois consécutive. Colorado termine sa saison par une victoire 10–9 contre les Fighting Irish de Notre Dame (classés no 5 à l'époque) lors de l'Orange Bowl 1991, revanche de l'Orange Bowl 1990 (en) remporté par Notre Dame 21–6.
| Saison | Entraîneur          | Agences de sondage                                                                                                 | Bilan  | Finale                | Résultat |
| 1990   | Bill McCartney (en) | AP, Berryman, Billingsley, DeVold, FACT, FB News, Football Research FW, Matthews, NCF, NFF, Sporting News, USA/CNN | 11-1-1 | Orange Bowl 1991 (en) | G, 10–9  |
- Champion de conférence

Colorado a remporté vingt-sept titres de conférence réparties dans cinq conférences différentes.
| Saison | Conférence                              | Entraîneur            | Bilan global | Bilan de conférence |
| 1894   | Colorado Football Association (en)      | Harry Heller (en)     | 8–1          | 5–0                 |
| 1895   | Colorado Football Association (en)      | Fred Folsom (en)      | 5–1          | 3–0                 |
| 1896   | Colorado Football Association (en)      | Fred Folsom (en)      | 5–0          | 2–0                 |
| 1897   | Colorado Football Association (en)      | Fred Folsom (en)      | 7–1          | 2–0                 |
| 1901   | Colorado Football Association (en)      | Fred Folsom (en)      | 5–1–1        | 2–0                 |
| 1902   | Colorado Football Association (en)      | Fred Folsom (en)      | 5–1          | 4–0                 |
| 1903   | Colorado Football Association (en)      | Dave Cropp (en)       | 8–2          | 4–0                 |
| 1908†  | Colorado Football Association (en)      | Fred Folsom           | 5–2          | 3–1                 |
| 1909   | Rocky Mountain Athletic Conference (en) | Fred Folsom           | 6–0          | 3–0                 |
| 1910   | Rocky Mountain Athletic Conference (en) | Fred Folsom           | 6–0          | 3–0                 |
| 1911   | Rocky Mountain Athletic Conference (en) | Fred Folsom           | 6–0          | 4–0                 |
| 1913   | Rocky Mountain Athletic Conference (en) | Fred Folsom           | 5–1–1        | 3–0–1               |
| 1923   | Rocky Mountain Athletic Conference (en) | Myron E. Witham (en)  | 9–0          | 7–0                 |
| 1924   | Rocky Mountain Athletic Conference (en) | Myron E. Witham (en)  | 8–1–1        | 5–0–1               |
| 1934   | Rocky Mountain Athletic Conference (en) | Bill Saunders (en)    | 6–1–2        | 6–1                 |
| 1935   | Rocky Mountain Athletic Conference (en) | Bunny Oakes (en)      | 5–4          | 5–1                 |
| 1937   | Rocky Mountain Athletic Conference (en) | Bunny Oakes (en)      | 8–1          | 7–0                 |
| 1939   | Mountain States Conference (en)         | Bunny Oakes (en)      | 5–3          | 5–1                 |
| 1942   | Mountain States Conference (en)         | James J. Yeager (en)  | 7–2          | 5–1                 |
| 1943   | Mountain States Conference (en)         | James J. Yeager (en)  | 5–2          | 2–0                 |
| 1944   | Mountain States Conference (en)         | Frank Potts (en)      | 6–2          | 2–0                 |
| 1961   | Big 8 Conference                        | Sonny Grandelius (en) | 9–2          | 7–0                 |
| 1976†  | Big 8 Conference                        | Bill Mallory (en)     | 8–4          | 5–2                 |
| 1989   | Big 8 Conference                        | Bill McCartney (en)   | 11–1         | 7–0                 |
| 1990   | Big 8 Conference                        | Bill McCartney (en)   | 11–1–1       | 7–0                 |
| 1991†  | Big 8 Conference                        | Bill McCartney (en)   | 8–3–1        | 6–0–1               |
| 2001   | Big 12 Conference                       | Gary Barnett (en)     | 10–3         | 7–1                 |
† Champions à égalité
- Champion de Division

| Saison                         | Division         | Entraîneur          | Finaliste FC          | Résultat FC |
| 2001†                          | Big 12 North     | Gary Barnett (en)   | Longhorns du Texas    | G, 39–37    |
| 2002                           | Big 12 North     | Gary Barnett (en)   | Sooners de l'Oklahoma | P, 7–29     |
| 2004†                          | Big 12 North     | Gary Barnett (en)   | Sooners de l'Oklahoma | P, 3–42     |
| 2005                           | Big 12 North     | Gary Barnett (en)   | Longhorns du Texas    | P, 3–70     |
| 2016                           | Pacific-12 South | Mike MacIntyre (en) | Huskies de Washington | P, 10–41    |
| Bilan : 1 victoire, 4 défaites |                  |                     |                       |             |
† Champions à égalité
- Bowls

Colorado a participé à vingt-neuf bowls et en a remporté douze (41,4 %).
| Saison                            | Entraîneur       | Bowl                       | Adversaire                   | Résultat      | Assistance |
| 1937                              | Bunny Oakes      | Cotton Bowl Classic 1938   | Owls de Rice                 | P, 14–28      | 35 000     |
| 1956                              | Dallas Ward      | Orange Bowl 1957           | Tigers de Clemson            | G, 27–21      | 72 552     |
| 1961                              | Sonny Grandelius | Orange Bowl 1962           | Tigers de LSU                | P, 7–25       | 62 391     |
| 1967                              | Eddie Crowder    | Bluebonnet Bowl 1967       | Hurricanes de Miami          | G, 31–21      | 30 156     |
| 1969                              | Eddie Crowder    | Liberty Bowl 1969          | Crimson Tide de l'Alabama    | G, 47–33      | 50 144     |
| 1970                              | Eddie Crowder    | Liberty Bowl 1970          | Green Wave de Tulane         | P, 3–17       | 44 500     |
| 1971                              | Eddie Crowder    | Astro-Bluebonnet Bowl 1971 | Cougars de Houston           | G, 29–17      | 54 720     |
| 1972                              | Eddie Crowder    | Gator Bowl 1972            | Tigers d'Auburn              | P, 3–24       | 71 114     |
| 1975                              | Bill Mallory     | Astro-Bluebonnet Bowl 1975 | Longhorns du Texas           | P, 21–38      | 52 728     |
| 1976                              | Bill Mallory     | Orange Bowl 1977           | Buckeyes d'Ohio State        | P, 10–27      | 65 537     |
| 1985                              | Bill McCartney   | Freedom Bowl 1985          | Huskies de Washington        | P, 17–20      | 30 961     |
| 1986                              | Bill McCartney   | Bluebonnet Bowl 1986       | Bears de Baylor              | P, 9–21       | 40 470     |
| 1988                              | Bill McCartney   | Freedom Bowl 1988          | Cougars de BYU               | P, 17–20      | 35 941     |
| 1989                              | Bill McCartney   | Orange Bowl 1990           | Fighting Irish de Notre Dame | P, 6–21       | 81 191     |
| 1990                              | Bill McCartney   | Orange Bowl 1991           | Fighting Irish de Notre Dame | G, 10–9       | 77 062     |
| 1991                              | Bill McCartney   | Blockbuster Bowl 1991      | Crimson Tide de l'Alabama    | P, 25–30      | 52 644     |
| 1992                              | Bill McCartney   | Fiesta Bowl 1993           | Orange de Syracuse           | P, 22–26      | 70 224     |
| 1993                              | Bill McCartney   | Aloha Bowl 1993            | Bulldogs de Fresno State     | G, 41–30      | 44 009     |
| 1994                              | Bill McCartney   | Fiesta Bowl 1995           | Fighting Irish de Notre Dame | G, 41–24      | 73 968     |
| 1995                              | Rick Neuheisel   | Cotton Bowl Classic 1996   | Ducks de l'Oregon            | G, 38–6       | 58 214     |
| 1996                              | Rick Neuheisel   | Holiday Bowl 1996          | Huskies de Washington        | G, 33–21      | 54 749     |
| 1998                              | Rick Neuheisel   | Aloha Bowl 1998            | Ducks de l'Oregon            | G, 51–43      | 34 803     |
| 1999                              | Gary Barnett     | Insight.com Bowl 1999      | Eagles de Boston College     | G, 62–28      | 35 762     |
| 2001                              | Gary Barnett     | Fiesta Bowl 2002           | Ducks de l'Oregon            | P, 16–38      | 74 118     |
| 2002                              | Gary Barnett     | Alamo Bowl 2002            | Badgers du Wisconsin         | P, 28–31 (ET) | 50 690     |
| 2004                              | Gary Barnett     | Houston Bowl 2004          | Miners de l'UTEP             | G, 33–28      | 27 235     |
| 2005                              | Mike Hankwitz    | Champs Sports Bowl 2005    | Tigers de Clemson            | P, 10–19      | 31 470     |
| 2007                              | Dan Hawkins      | Independence Bowl 2007     | Crimson Tide de l'Alabama    | P, 24–30      | 47 043     |
| 2016                              | Mike MacIntyre   | Alamo Bowl 2016 (décembre) | Cowboys d'Oklahoma State     | P, 8–38       | 59 815     |
| 2020                              | Karl Dorrell     | Alamo Bowl 2020            | Longhorns du Texas           | P, 23–55      | 10 822     |
| 2024                              | Deion Sanders    | Alamo Bowl 2024            | Cougars de BYU               | P, 14-38      | 64 261     |
| Bilan : 12 victoires, 19 défaites |                  |                            |                              |               |            |

### Entraîneurs
| N°. | Nom                        | Saison(s)                        |          | Match de saison régulière | Match de saison régulière | Match de saison régulière | Match de saison régulière | Match de saison régulière |          | Match de conférence | Match de conférence | Match de conférence | Match de conférence |          | Bowl | Bowl     |          | T.C.     |          | Trophée(s) |
| --- | -------------------------- | -------------------------------- | -------- | ------------------------- | ------------------------- | ------------------------- | ------------------------- | ------------------------- | -------- | ------------------- | ------------------- | ------------------- | ------------------- | -------- | --- | -------- | -------- | -------- | -------- | ---------- |
| N°. | Nom                        | Saison(s)                        | M.       | V.                        | D.                        | N.                        | %                         | V                         | D        | N                   | %                   | V.                  | D.                  |          | |          |          | T.C.     |          | Trophée(s) |
| 1   | Harry Heller               | 1894                             | 9        | 8                         | 1                         | 0                         | 88,9                      | 5                         | 0        | 0                   | 100                 | —                   | —                   | —        | — |          |          |          |          |            |
| 2   | Fred Folsom                | 1895–1899, 1901–1902, 1908–1915, | 103      | 77                        | 23                        | 2                         | 76,5                      | 37                        | 13       | 1                   | 73,5                | —                   | —                   | 10       | — |          |          |          |          |            |
| 3   | T. W. Mortimer             | 1900                             | 10       | 6                         | 4                         | 0                         | 60,0                      | 1                         | 2        | 0                   | 33,3                | —                   | —                   | —        | — |          |          |          |          |            |
| 4   | Dave Cropp                 | 1903–1904                        | 19       | 14                        | 4                         | 1                         | 76,3                      | 7                         | 1        | 0                   | 87,5                | —                   | —                   | —        | — |          |          |          |          |            |
| 5   | Willis Kienholz            | 1905                             | 9        | 8                         | 1                         | 0                         | 88,9                      | —                         | —        | —                   | —                   | —                   | —                   | —        | — |          |          |          |          |            |
| 6   | Frank Castleman            | 1906–1907                        | 17       | 7                         | 6                         | 4                         | 52,9                      | 4                         | 3        | 2                   | 55,6                | —                   | —                   | —        | — |          |          |          |          |            |
| 7   | Bob Evans                  | 1916–1917                        | 15       | 7                         | 7                         | 1                         | 50,0                      | 5                         | 7        | 0                   | 41,7                | —                   | —                   | —        | — |          |          |          |          |            |
| 8   | Enoch J. Mills             | 1918–1919                        | 11       | 4                         | 6                         | 1                         | {40,9                     | 3                         | 5        | 1                   | 39,9                | —                   | —                   | —        | — |          |          |          |          |            |
| 9   | Myron E. Witham            | 1920–1931                        | 96       | 63                        | 26                        | 7                         | 69,3                      | 50                        | 20       | 7                   | 69,5                | —                   | —                   | 2        | — |          |          |          |          |            |
| 10  | William Bill Saunders      | 1932–1934                        | 24       | 15                        | 7                         | 2                         | 66,7                      | 13                        | 7        | 0                   | 65                  | —                   | —                   | 1        | — |          |          |          |          |            |
| 11  | Bunny Oakes                | 1935–1939                        | 41       | 25                        | 15                        | 1                         | 62,2                      | 24                        | 6        | 1                   | 79,0                | 0                   | 1                   | 3        | — |          |          |          |          |            |
| 12  | Frank Potts                | 1940, 1944–1945                  | 25       | 16                        | 8                         | 1                         | 66,0                      | 9                         | 2        | 1                   | 79,2                | —                   | —                   | —        | — |          |          |          |          |            |
| 13  | James Jim Yeager           | 1941–1943, 1946–1947             | 43       | 24                        | 17                        | 2                         | 58,1                      | 16                        | 8        | 2                   | 65,4                | —                   | —                   | 2        | — |          |          |          |          |            |
| 14  | Dallas Ward                | 1948–1958                        | 110      | 63                        | 41                        | 6                         | 60,0                      | 31                        | 29       | 4                   | 51,6                | 1                   | 0                   | —        | — |          |          |          |          |            |
| 15  | Sonny Grandelius           | 1959–1961                        | 31       | 20                        | 11                        | 0                         | 64,5                      | 15                        | 5        | 0                   | 75,0                | —                   | —                   | 1        | — |          |          |          |          |            |
| 16  | William Eugene "Bud" Davis | 1962                             | 10       | 2                         | 8                         | 0                         | 20,0                      | 1                         | 6        | 0                   | 14,3                | 0                   | 1                   | —        | — |          |          |          |          |            |
| 17  | Eddie Crowder              | 1963–1973                        | 118      | 67                        | 49                        | 2                         | 57,6                      | 39                        | 37       | 1                   | 59,0                | 3                   | 2                   | —        | — |          |          |          |          |            |
| 18  | Bill Mallory               | 1974–1978                        | 57       | 35                        | 21                        | 1                         | 62,3                      | 18                        | 16       | 1                   | 52,9                | 0                   | 2                   | 1        | — |          |          |          |          |            |
| 19  | Chuck Fairbanks            | 1979–1981                        | 33       | 7                         | 26                        | 0                         | 21,2                      | 5                         | 16       | 0                   | 23,8                | —                   | —                   | —        | — |          |          |          |          |            |
| 20  | Bill McCartney†            | 1982–1994                        | 153      | 93                        | 55                        | 5                         | 62,4                      | 58                        | 29       | 4                   | 65,9                | 3                   | 6                   | 3        | Entraîneur de la saison 1989 par Walter Camp Entraîneur de la saison 1989 par l'AFCA Trophée Paul Bear Bryant 1989 |          |          |          |          |            |
| 21  | Rick Neuheisel             | 1995–1998                        | 47       | 33                        | 14                        | 0                         | 70,2                      | 19                        | 12       | 0                   | 61,3                | 0                   | —                   | —        | |          |          |          |          |            |
| 22  | Gary Barnett               | 1999–2005                        | 88       | 49                        | 39                        | —                         | 55,7                      | 34                        | 22       | —                   | 60,7                | 2                   | 2                   | 1        | Entraîneur de la conférence Big 12 en 2001 et 2004                                                                 |          |          |          |          |            |
| 23  | Dan Hawkins                | 2006–2010                        | 49       | 16                        | 33                        | —                         | 32,7                      | 10                        | 22       | —                   | 31,3                | 0                   | 1                   | —        | — |          |          |          |          |            |
| 24  | Jon Embree                 | 2011–2012                        | 25       | 4                         | 21                        | —                         | 16,0                      | 3                         | 15       | —                   | 16,7                | —                   | —                   | —        | — |          |          |          |          |            |
| 25  | Mike MacIntyre             | 2013–2018                        | 74       | 30                        | 44                        | —                         | 40,5                      | 14                        | 39       | —                   | 26,5                | —                   | —                   | —        | Entraîneur de la Conférence Pac-12 en 2016 Entraîneur de l'année par Walter Camp                                   |          |          |          |          |            |
| 26  | Mel Tucker                 | 2019                             | 12       | 5                         | 7                         | —                         | 41,7                      | 3                         | 6        | —                   | 33,3                | —                   | —                   | —        | — |          |          |          |          |            |
| 27  | Karl Dorrell               | 2020–2022                        | 23       | 8                         | 15                        | —                         | 34,8                      | 6                         | 9        | —                   | 40,0                | —                   | —                   | —        | — |          |          |          |          |            |
| 28  | Deion Sanders              | 2023–                            | En cours | En cours                  | En cours                  | En cours                  | En cours                  | En cours                  | En cours | En cours            | En cours            | En cours            | En cours            | En cours | En cours | En cours | En cours | En cours | En cours |            |

1. ↑  Folsom devient entraîneur principal de Colorado avant le deuxième match de la saison 1895. L'équipe n'avait pas d'entraîneur principal pour le premier match (victoire 42-0 contre la Denver Manual High School).

### Buffaloes au College Football Hall of Fame
| Nom                  | Année d'intronisation | Référence |
| -------------------- | --------------------- | --------- |
| Byron White          | 1952                  | [ 22 ]    |
| Joe Romig (en)       | 1984                  | [ 23 ]    |
| Dick Anderson        | 1993                  | [ 24 ]    |
| Bobby Anderson (en)  | 2006                  | [ 25 ]    |
| Alfred Williams (en) | 2010                  | [ 26 ]    |
| John Wooten (en)     | 2012                  | [ 27 ]    |
| Bill McCartney (en)  | 2013                  | [ 28 ]    |
| Herb Orvis (en)      | 2016                  | [ 29 ]    |

### Trophées et récompenses
Le lien suivant permet de consulter les meilleures statistiques individuelles de l'histoire des Buffaloes (en).
| Saison | Nom                    | Poste | Classement final | Point |
| ------ | ---------------------- | ----- | ---------------- | ----- |
| 1937   | Byron White            | HB    | 2e               | 264   |
| 1961   | Joe Romig (en)         | OG/LB | 6e               | 279   |
| 1969   | Bobby Anderson (en)    | TB    | 11e              | 100   |
| 1971   | Charlie Davis (en)     | TB    | 16e              | 28    |
| 1989   | Darian Hagan (en)      | QB    | 5e               | 242   |
| 1990   | Eric Bieniemy          | TB    | 3e               | 798   |
| 1990   | Darian Hagan           | QB    | 17e              | 17    |
| 1990   | Mike Pritchard (en)    | WR    | 50e              | 2     |
| 1991   | Darian Hagan           | QB    | 20e              | 12    |
| 1992   | Ronnie Blackmon        | CB    | 30e              | 4     |
| 1993   | Charles Johnson (en)   | WR    | 15e              | 24    |
| 1993   | Michael Westbrook (en) | WR    | 61e              | 1     |
| 1994   | Rashaan Salaam         | TB    | 1er              | 743   |
| 1994   | Kordell Stewart        | QB    | 13e              | 16    |
| 2002   | Chris Brown (en)       | TB    | 8e               | 48    |
| 2024   | Travis Hunter          | CB/WR | 1er              | 2 231 |
| 2024   | Shedeur Sanders        | QB    | 8e               | 47    |

| Trophée                                           | Nom                  | Saison     |
| ------------------------------------------------- | -------------------- | ---------- |
| Joueurs                                           |                      |            |
| Walter Camp Award                                 | Rashaan Salaam       | 1994       |
| Walter Camp Award                                 | Travis Hunter        | 2024       |
| Chuck Bednarik Award                              | Travis Hunter        | 2024       |
| Fred Biletnikoff Award                            | Travis Hunter        | 2024       |
| Dick Butkus Award                                 | Alfred Williams (en) | 1990       |
| Dick Butkus Award                                 | Matt Russell (en)    | 1996       |
| Doak Walker Award                                 | Rashaan Salaam       | 1994       |
| Trophée William V. Campbell                       | Jim Hansen           | 1992       |
| Jim Thorpe Award                                  | Deon Figures (en)    | 1992       |
| Jim Thorpe Award                                  | Chris Hudson (en)    | 1994       |
| John Mackey Award                                 | Daniel Graham (en)   | 2001       |
| Johnny Unitas Golden Arm Award                    | Shedeur Sanders      | 2024       |
| Lott Impact Trophy                                | Travis Hunter        | 2024       |
| Paul Hornung Award                                | Travis Hunter        | 2023, 2024 |
| Ray Guy Award                                     | Mark Mariscal (en)   | 2002       |
| Entraîneurs                                       |                      |            |
| Paul Bear Bryant Award                            | Bill McCartney       | 1989       |
| Walter Camp Coach of the Year                     | Mike MacIntyre       | 2016       |
| Dodd Trophy as Coach of the Year                  | Mike MacIntyre       | 2016       |
| AP Coach of the Year Award (en)                   | Mike MacIntyre       | 2016       |
| Home Depot Coach of the Year Award                | Mike MacIntyre       | 2016       |
| Eddie Robinson Coach of the Year                  | Mike MacIntyre       | 2016       |
| Pac-12 Conference Football Coach of the Year (en) | Mike MacIntyre       | 2016       |

1. ↑  Alors connu sous le nom de Trophée Draddy.

### Rivalités

#### Nebraska
Le premier match entre les deux équipes s'est déroulé le 7 novembre 1896 à Boulder. Dès la saison 1948, elles vont se rencontrer annuellement mais la rivalité (en) avec Nebraska va s'intensifier dans les années 1980 lorsque Bill McCartney va déclarer que le seul grand adversaire des Buffaloes au sein de la conférence étaient les Cornhuskers. Sa théorie était que Colorado serait une bonne équipe si elle arrivait à battre la puissante équipe de Nebraska. Fin des années 1980, Colorado bat à trois reprises Nebraska et remporte même le titre de la conférence Big 8 en 1989, 1990 et 1991. Lors de la saison 1990, les Buffs battent les Cornhuskers sur le score de 27–12 en déplacement à Lincoln (ce qui n'était lus arrivé depuis la saison 1967) avant de remporter leur premier et seul titre national à ce jour. De 1996 à 2000, Nebraska remporte tous les matchs memê si ceux-ci sont très disputés (la différence de points sur l'ensemble des cinq matchs n'est que de quinze points). La rivalité se renforce aussi dès l'élargissement de la conférence en 1996 : la Big 8 devient la Big 12, Oklahoma et Oklahoma State se retrouvent dans la division sud avec les quatre nouvelles équipes issues du Texas (issues de l'ancienne conférence Southwest). Nebraska se voit privé de son traditionnel dernier match de saison régulière contre les rivaux des Sooners de l'Oklahoma puisque les deux équipes étant dans des divisions différentes en Big 12, le match n'était plus joué que tous les deux ans. Colorado a dès lors remplacé Oklahoma en tant que dernier match de la saison régulière ce qui a ainsi intensifié leur rivalité. En 2001, Nebraska (classée à l'époque no 1 du pays) se déplace a Boulder. Bien qu'invaincue, c'est Colorado qui gagne le match télévisé au niveau national sur le score de 62 à 36. Les rivaux quittent la Big 12 en 2011, Nebraska rejoignant la conférence Big Ten tandis que Colorado intègre la Pacific-12. L'avenir de la rivalité devient incertain mais le 7 février 2013 les deux équipes conviennent de renouveler la rivalité. Colorado se déplace ainsi à Lincoln en 2018 et remporte le match 33-28 (première victoire contre Nebraska depuis 2007 et première victoire à Lincoln depuis 2004). Le 7 septembre 2019, Colorado réussit une remontée au score improbable après avoir été mené 17–0 à la mi-temps,,,,,. Les Buffs remportent le match en prolongation sur le score de 34 à 31.
En fin de saison 2020, c'est Nebraska qui mène les statistiques avec 49 victoires pour 20 à Colorado et deux nuls.
Après une pause de trois ans, Nebraska se déplacera à Boulder en 2023, puis accueillera Colorado en 2024.

#### Colorado State
Le match de rivalité contre les Rams de Colorado State est surnommé le « Rocky Mountain Showdown (en) ». Basés à Fort Collins soit à 45 milles (72 km) de Boulder, les Rams sont membres de la Mountain West Conference. Le trophée remis en fin de match aux gagnants est dénommé « Centennial Cup » en référence au surnom de l'État « The Centennial State ».
Ces dernières années, les matchs ont eu lieu principalement à Denver (capitale de l'État) au Empower Field at Mile High (anciennement Mile High Stadium).
Colorado mène les statistiques avec 67 victoires contre 22 pour Colorado State et 2 nuls.

#### Utah

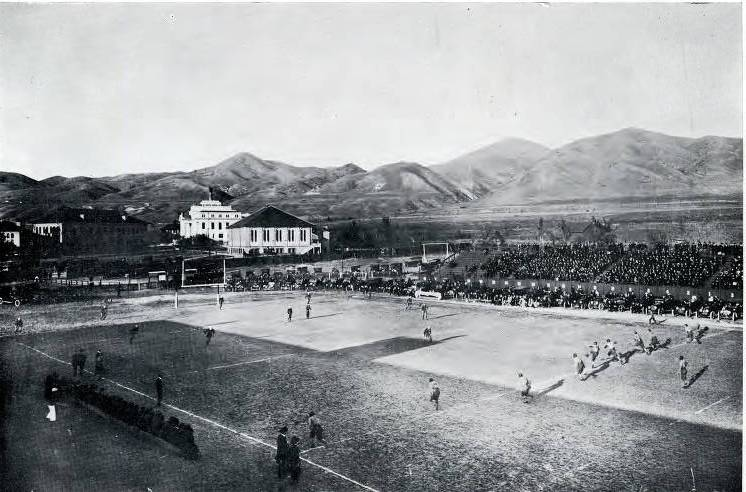
Coup d'envoi du « Rumble in the Rockies 2016 » entre Colorado et Utah.

La rivalité avec les Utes de l'Utah a perduré de 1903 à 1962, les deux équipes se rencontrant pratiquement chaque année soit à 57 reprises. À cette époque, elle constituait la seconde série la plus conséquente pour les deux équipes, Utah ayant rencontré Utah State à 62 reprises et Colorado ayant rencontré à 61 reprises Colorado State.
Les équipes cessent alors de se rencontrer de 1963 à 2010 mais la rivalité est relancée lorsque les deux équipes rejoignent en 2011 la conférence Pacific-12. Depuis, elles se rencontrent à nouveau chaque année. Cette rivalité est ainsi devenue la cinquième plus longue série de l'histoire de l'Utah et la huitième plus longue série de l'histoire de Colorado,.
Le match entre Utah et Colorado est surnommé le « Rumble in the Rockies (en) ».
Fin de saison 2020, les deux rivaux sont à égalité ayant tous deux remportés 32 victoires pour 3 nuls.

## Traditions

### Surnom
En 1934, les équipes sportives de l'université sont officiellement surnommées les « Buffaloes ». Auparavant, la presse avait utilisé les termes « Silver Helmets » ou « Frontiersmen » pour les désigner.

### Mascottes
Les deux mascottes présente lors de chaque match de football américain joué à domicile sont un bison américain vivant dénommé Ralphie (en) et une mascotte costumée dénommée Chip. Le bison actuel s'appelle Ralphie V et il précède l'équipe de football lorsque celle-ci pénètre sur le terrain en début de match et en début de seconde mi-temps. La tradition d'un buffle menant l'équipe sur le terrain remonte à 1934 après que le surnom de Buffaloes ait été choisi pour représenter l'université et qu'un groupe d'étudiants ait décidé de payer 25 $ pour louer un veau de bison et un cow-boy comme gardien pour être présent lors du dernier match de la saison. Le père du veau était Killer, un célèbre bison du Trails End Ranch de Fort Collins au Colorado. Un cow-boy et quatre étudiants ont été nécessaire pour garder le veau sous contrôle pendant le match disputé le jour de Thanksgiving. Celui-ci s'est terminé par une victoire 7-0 sur l'université de Denver. La génération des « Ralphie » a commencé en 1966.

### Couleurs

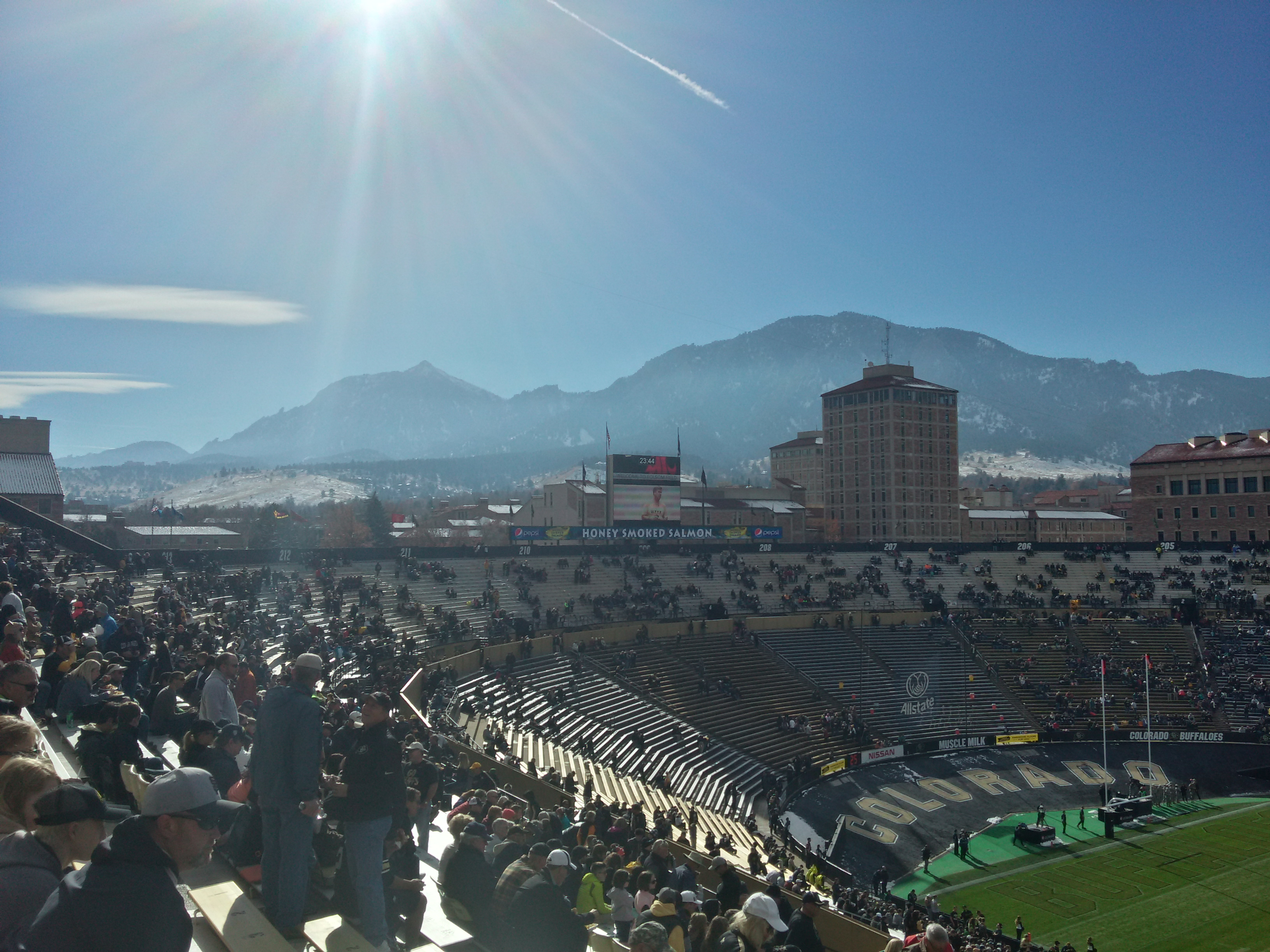
Inscription « Colorado » repeinte en noir en 1985.

Les couleurs officielles de l'université adoptées en 1888 comme symbole de la richesse minérale de l'État sont l'argent et l'or.
En 1959, les équipes sportives ont néanmoins commencé à utiliser du noir et du jaune, car l'argent et l'or finissaient par déteindre et à ressembler à du blanc et du jaune sale. Ces couleurs sont restées mais beaucoup ignorent que les couleurs officielles de l'école sont argent et or.
Le 28 mai 1981, le noir a été curieusement remplacé par le bleu ciel sur décision du Conseil des Régents de l'université, pour représenter la couleur du ciel du Colorado,.
Cette couleur était cependant différente des uniformes bleus de l'United States Air Force Academy. Après trois ans, le bleu est changé en 1984 en une teinte plus foncée, bien que toujours impopulaire. Sur les photographies d'époque en noir et blanc, les numéros des joueurs sont presque invisibles.
Au cours d'une difficile saison (bilan négatif de 1-10 en 1984), l'entraîneur principal de l'équipe de football américain, Bill McCartney (en) utilise des maillots noirs throwback pour les matchs disputés contre les Sooners de l'Oklahoma et les Cornhuskers du Nebraska, espérant sans succès un choc psychologique.
En avril 1985, les équipes sportives de l'université sont amenées à choisir entre le bleu et le noir. L'équipe de football choisi de porter du noir et au Folsom Field, l'inscription « Colorado » en forme d'arc située sous les tribunes de la zone sud est repeinte en noir après avoir été en bleu pendant quatre années.
Sur les maillots de football américain, le bleu a été réduit à une rayure sur la manche pendant trois saisons (1985-1987) avant d'être complètement abandonné en 1988.
En 2007, le programme de football américain a lancé de nouveaux maillots en y réintégrant la couleur argent.

### Hymnes
L'université a eu plusieurs fight song qui ont perdu et gagné en popularité au fil des ans. Le plus ancien, « Glory Colorado », est chanté sur l'air de « Battle Hymn of the Republic » et existe depuis presque aussi longtemps que l'école. Glory Colorado est considéré comme représentant tous les campus de l'université. « Go Colorado » était à l'origine chanté exclusivement par le Glee Club lors des matchs de football américain, bien qu'il soit maintenant joué et connu presque exclusivement par les membres de la Golden Buffalo Marching Band. La plus populaire des trois chansons de combat et la plus largement reconnue est Fight CU. Chantée à l'origine par l'équipe de football américain, la chanson a acquis suffisamment de popularité pour que peu de personnes en dehors du groupe sachent que ce n'est pas la seule chanson de combat de l'université. La version originale incluait la ligne fight, fight for every yard, mais la ligne a été changée en fight, fight for victory pour permettre à la chanson d'être utilisée pour tous les sports et pas seulement le football américain.
| CU Fight Song | Alma Matter |
| --- | --- |
| « Fight CU down the field, CU must win Fight, fight for victory CU knows no defeat We'll roll up a mighty score Never give in Shoulder to shoulder We will fight, fight Fight, fight, fight ! » | « Hail, all hail our alma mater Ever will our hearts be true You will live with us forever Loyal will we be to you We sing forever your praises Evermore our love renew Pledge our whole devotion to you Dear old CU. » |

## Autres sports

### Basketball masculin
Le programme de basketball masculin (en) joue au « Colorado University Events Center » situé sur le campus.
Il affiche un bilan général en 117 saisons de 1 316 victoires pour 1 214 défaites (52 %). En fin de saison 2015, il affichait un bilan à domicile de 401 victoires pour 166 défaites (70,7 %). Pendant les six saisons jouées sous la direction de l'entraîneur Tad Boyle, l'équipe a affiché un bilan de 88 victoires pour 15 défaites (85,4 %).
Même s'ils n'ont jamais remporté le titre national, ils ont participé au tournoi du « Final 4 » en 1942 et 1955 et au « Final 8 » en 1940, 1942, 1946, 1955, 1962 et 1963.
Ils ont remporté le titre de la Pacific-12 en 2012, le titre de la Mountain States Conference en 1913, 1914, 1916, 1918, 1919, 1920, 1921, 1929, 1930, 1937, 1938, 1939, 1940 et 1942 et le titre de la conférence Big Seven/Eight en 1954, 1955, 1962, 1963 et 1969.

### Basketball féminin
Le programme de basketball féminin (en) débute en 1975. Il a été dirigé à ce jour par sept entraîneurs, le dernier en date étant JR Payne (en).
L'équipe a remporté le tournoi NCAA du « Final 8 » en 1993, 1995 et 2002. Elle a remporté le tournoi final de leur conférence en 1989, 1992, 1995, 1996, 1997 et le championnat (saison régulière) en 1989, 1995.

### Ski
L'équipe de ski de Colorado est membre de la Rocky Mountain Intercollegiate Ski Association. C'est le seul programme de ski de la Pac-12 avec celui de l'Utah.
Colorado est un des programmes le plus dominant de la NCAA.
L'équipe a remporté 20 titres nationaux du championnats NCAA de ski, le dernier en 2015 et trois depuis la saison 2011. Elle a terminé dans le « Top 4 » de la NCAA lors de 13 saisons consécutives, remportant pendant cette période quatre titres nationaux (2006, 2011, 2013 et 2015). Elle a également remporté à 28 reprises le championnat de la RMISA, la dernière fois en 2017.
En individuel (en), Colorado a remporté 95 titres et cinquante trois de ses athlètes ont participé aux Jeux olympiques dans 85 épreuves. En individuel, Colorado a eu 94 champions NCAA, dont David Ketterer et Petra Hyncidova lesquels ont tous deux remporté leurs épreuves respectives en 2017 (en).

### Cross Country
La haute altitude de Boulder ajoute un stress aérobic pour les coureurs de fond et produit un avantage aux athlètes s'y étant entraînés lorsqu'ils concourent au niveau de la mer. L'équipe de cross-country de 1998 a fait l'objet d'un livre, « Running with the Buffaloes (en) », qui décrit le régime d'entraînement de l'équipe sous la direction de l'entraîneur Mark Wetmore (en). L'équipe masculine a remporté cinq championnats (en) (en2001, 2004, 2006, 2013 et 2014) et la féminine trois championnats (en) (en 2000, 2004 et 2018). L'équipe masculine a également remporté quatre titres en individuel avec Mark Scrutton, Adam Goucher (en), Jorge Torres et Dathan Ritzenhein, tandis que l'équipe féminine en a remporté deux avec Kara Goucher et Dani Jones (en).
Les hommes ont remporté douze titre de la conférence Big 12 et les femmes onze titres soit un total combiné de 23 titres sur les 32 titres possibles avant que les Buffs ne quittent la conférence en 2011 pour rejoindre la Pacific-12. Depuis 2012, les hommes ont remporté sept titres de conférence Pac-12 (en 2011, 2012, 2013, 2014, 2015, 2016 et 2019) et les femmes quatre titres (en 2011, 2015, 2016, 2017).

### Baseball
À la suite de problème financiers, le programme de baseball de Colorado a été dissout le 11 juin 1980 au terme de la saison, tout comme les programmes de lutte, de gymnastique (H et F), de natation (H et F) et de plongeon (F),,.

### Golf masculin
L'équipe masculine de golf a remporté à trois reprises le championnat de la Big 8 Conference (1954, 1955 (co-champions), 1968).
En individuel, Hale Irwin a remporté le championnat NCAA 1967 de golf masculin (en).